# Dicranomyia (Dicranomyia) capicola
Dicranomyia (Dicranomyia) capicola is een tweevleugelige uit de familie steltmuggen (Limoniidae). De soort komt voor in het Afrotropisch gebied.